# 渠江碘泡虫
渠江碘泡虫（学名：Myxobolus chuhkiangensis）为碘泡科碘泡虫属的动物。在中国，分布于四川等，营寄生生活，寄生在光泽黄颡鱼的膀胱。